# Seznam rakousko-uherských velvyslanců ve Španělsku
Toto je chronologický přehled diplomatických zástupců habsburské monarchie, respektive Rakousko-Uherského císařství ve Španělsku. Vzhledem k blízkým příbuzenským vztahům španělských Habsburků a rakouských Habsburků bylo stálé diplomatické zastoupení v Madridu zřízeno již v roce 1564. Personální obsazení postu rakouských vyslanců ve Španělsku bylo do konce 17. století otázkou vysoké prestiže a výsledkem zákulisních jednání vlivných šlechtických rodů (Ditrichštejnové, Valdštejnové, Harrachové, Lobkovicové, Kounicové). Po převzetí vlády ve Španělsku rodem Bourbonů měla řada diplomatů z Rakouska jen titul vyslance navíc s několika přestávkami v důsledku dynastických válečných konfliktů a přerušení diplomatických styků. Během 18. století disponovali titulem velvyslance například Lothar von Königsegg-Rothenfels, Jiří Adam Starhemberg, August Antonín z Lobkovic nebo Josef Klement z Kounic. I v 19. století bylo ale diplomatické zastoupení spojeno s vysokými finančními náklady a z tohoto důvodu na funkci rezignoval hrabě Bohuslav Chotek. Rakousko-uherské diplomatické zastoupení ve Španělsku bylo na stálé velvyslanectví povýšeno až v roce 1888. 

## Seznam rakousko-uherských velvyslanců ve Španělsku 1867–1918
| Jméno (životní data)                          | Foto | Nástup do funkce  | Konec funkce       |
| --------------------------------------------- | ---- | ----------------- | ------------------ |
| Ladislaus hrabě Karnicki (1820–1883)          |      | 23. března 1868   | 20. listopadu 1871 |
| Bohuslav hrabě Chotek z Chotkova (1829–1896)  |      | 10. prosince 1871 | 22. prosince 1872  |
| Emanuel hrabě Ludolf (1823–1898)              |      | 12. září 1874     | 25. května 1882    |
| Viktor hrabě Dubský z Třebomyslic (1834–1915) |      | 25. května 1882   | 10. prosince 1903  |
| Rudolf hrabě Welsersheimb (1842–1926)         |      | 10. prosince 1903 | 23. ledna 1911     |
| Christoph hrabě Wydenbruck (1856–1917)        |      | 23. ledna 1911    | 18. června 1913    |
| Karel Emil princ z Fürstenbergu (1867–1945)   |      | 18. června 1913   | 11. listopadu 1918 |